# Các đội tuyển bóng đá quốc gia Việt Nam năm 2015
Lịch và kết quả thi đấu của một số đội tuyển bóng đá quốc gia Việt Nam các cấp trong năm 2015.

## Nam

### Đội tuyển nam quốc gia

#### Lịch và kết quả thi đấu
| Ngày        | Địa điểm                              | Đối thủ           | Tỉ số | Giải đấu                                                                        | Cầu thủ ghi bàn                          | Chi tiết    |
| ----------- | ------------------------------------- | ----------------- | ----- | ------------------------------------------------------------------------------- | ---------------------------------------- | ----------- |
| 17 tháng 5  | Hà Nội, Việt Nam                      | CHDCND Triều Tiên | 1–1   | Giao hữu quốc tế                                                                | Mạc Hồng Quân 65'                        | [ 1 ] [ 2 ] |
| 24 tháng 5  | Băng Cốc, Thái Lan                    | Thái Lan          | 0–1   | V.loại FIFA (AFC) 2018 (Vòng 2)-Bảng F và V.loại Asian Cup 2019 (Vòng 2)-Bảng F |                                          | [ 3 ]       |
| 27 tháng 7  | Hà Nội, Việt Nam                      | Manchester City   | 1–8   | Giao hữu quốc tế (không chính thức)                                             | Nguyễn Văn Quyết 90+1'                   | [ 4 ]       |
| 8 tháng 9   | Đài Bắc, Đài Loan                     | Đài Bắc Trung Hoa | 2–1   | V.loại FIFA (AFC) 2018 (Vòng 2)-Bảng F và V.loại Asian Cup 2019 (Vòng 2)-Bảng F | Đinh Tiến Thành 53' · Trần Phi Sơn 90+2' |             |
| 8 tháng 10  | Sân vận động Quốc gia Mỹ Đình, Hà Nội | Iraq              | 1–1   | V.loại FIFA (AFC) 2018 (Vòng 2)-Bảng F và V.loại Asian Cup 2019 (Vòng 2)-Bảng F | Lê Công Vinh 25'                         |             |
| 13 tháng 10 | Sân vận động Quốc gia Mỹ Đình, Hà Nội | Thái Lan          | 0–3   | V.loại FIFA (AFC) 2018 (Vòng 2)-Bảng F và V.loại Asian Cup 2019 (Vòng 2)-Bảng F |                                          | [ 5 ]       |

#### Cầu thủ được sử dụng từng trận
| Cầu thủ            | 17/05       | 24/05 | Tổng cộng |
| Thủ môn            |             |       |           |
| Lê Văn Hưng        |             |       | 0         |
| Tô Vĩnh Lợi        |             |       | 1         |
| Trần Nguyên Mạnh   |             |       | 1         |
| Nguyễn Thanh Diệp  |             |       | 0         |
| Hậu vệ             |             |       |           |
| Trần Chí Công      |             |       | 1         |
| Nguyễn Huy Cường   |             |       | 2         |
| Đinh Tiến Thành    |             |       | 1         |
| Michal Nguyễn      |             |       | 0         |
| Quế Ngọc Hải       |             |       | 2         |
| Nguyễn Minh Tùng   |             |       | 1         |
| Tiền vệ            |             |       |           |
| Vũ Minh Tuấn       |             |       | 1         |
| Nguyễn Văn Quyết   |             |       | 1         |
| Nguyễn Minh Châu   |             |       | 2         |
| Vương Quốc Trung   |             |       | 0         |
| Nguyễn Trọng Hoàng |             |       | 2         |
| Mai Tiến Thành     |             |       | 2         |
| Võ Huy Toàn        |             |       | 1         |
| Nguyễn Hữu Dũng    |             |       | 0         |
| Nguyễn Thanh Hiền  |             |       | 1         |
| Tiền đạo           |             |       |           |
| Lê Công Vinh       |             |       | 2         |
| Nguyễn Hải Anh     |             |       | 2         |
| Nguyễn Quang Hải   |             |       | 1         |
| Nguyễn Công Phượng |             |       | 0         |
| Mạc Hồng Quân      |             |       | 2         |
| Đặng Khánh Lâm     |             |       | 2         |
| Tin nguồn:         |             |       |           |
|                    | [ 1 ] [ 2 ] | [ 3 ] | 0         |

### Đội tuyển nam Olympic & U-23
(kết hợp với U-22 cho vòng loại U-22 vào vòng chung kết U-23)
| Ngày | Địa điểm                        | Đối thủ    | Tỉ số | Giải đấu                     | Cầu thủ ghi bàn | Chi tiết |
| --- | ------------------------------- | ---------- | ----- | ---------------------------- | --- | -------- |
| 5 tháng 3 | Hà Nội, Việt Nam                | Hà Nội T&T | 3–1   | Giao hữu không chính thức    | Phạm Mạnh Hùng 6' · Lê Thanh Bình 60' · Nguyễn Công Phượng 90'                                                            | [ 6 ]    |
| 9 tháng 3 | Hà Nội, Việt Nam                | Indonesia  | 1–0   | Giao hữu quốc tế             | Võ Huy Toàn 74' | [ 7 ]    |
| 14 tháng 3 | Thành phố Hồ Chí Minh, Việt Nam | Uzbekistan | 0–0   | Giao hữu quốc tế             | | [ 8 ]    |
| 17 tháng 3 | Thủ Dầu Một, Việt Nam           | Đồng Nai   | 1–1   | Giao hữu không chính thức    | Hồ Ngọc Thắng 43' | [ 9 ]    |
| 22 tháng 3 | Băng Cốc, Thái Lan              | Thái Lan   | 1–3   | Giao hữu quốc tế             | Nguyễn Hữu Dũng 84' | [ 10 ]   |
| 27 tháng 3 | Shah Alam, Malaysia             | Malaysia   | 2–1   | V.Loại U-23 châu Á 2016      | Võ Huy Toàn 38' · Nguyễn Công Phượng 44'                                                                                  | [ 11 ]   |
| 29 tháng 3 | Shah Alam, Malaysia             | Nhật Bản   | 0–2   | V.Loại U-23 châu Á 2016      | | [ 12 ]   |
| 31 tháng 3 | Shah Alam, Malaysia             | Ma Cao     | 7–0   | V.Loại U-23 châu Á 2016      | Hồ Ngọc Thắng 3' · Lê Thanh Bình 5', 21', 43' · Nguyễn Công Phượng 19', 45+1' (ph.đ.), 90+3'                              | [ 13 ]   |
| Việt Nam xếp thứ nhì tại bảng I Vòng loại giải vô địch U-23 châu Á 2016 và là một trong 5 đội nhì tốt nhất đoạt vé dự Giải vô địch U-23 châu Á 2016 |                                 |            |       |                              | |          |
| 9 tháng 5 | Hà Nội, Việt Nam                | Hàn Quốc   | 0–0   | Giao hữu quốc tế             | | [ 14 ]   |
| 29 tháng 5 | Bishan, Singapore               | Brunei     | 6–0   | Bóng đá nam tại SEA Games 28 | Lê Thanh Bình 24' · Trần Phi Sơn 47' · Mạc Hồng Quân 75' · Phạm Đức Huy 78' · Nguyễn Công Phượng 82' · Phạm Mạnh Hùng 89' | [ 15 ]   |
| 2 tháng 6 | Bishan, Singapore               | Malaysia   | 5–1   | Bóng đá nam tại SEA Games 28 | Mạc Hồng Quân 15' (ph.đ.) · Nguyễn Công Phượng 45+1', 53' · Võ Huy Toàn 47' (ph.đ.) · Nguyễn Văn Toàn 80'                 | [ 16 ]   |
| 4 tháng 6 | Bishan, Singapore               | Lào        | 1–0   | Bóng đá nam tại SEA Games 28 | Nguyễn Thanh Hiền 65' | [ 17 ]   |
| 7 tháng 6 | Bishan, Singapore               | Đông Timor | 4–0   | Bóng đá nam tại SEA Games 28 | Trần Phi Sơn 11' · Mạc Hồng Quân 50' · Quế Ngọc Hải 56' · Võ Huy Toàn 61'                                                 | [ 18 ]   |
| 10 tháng 6 | Bishan, Singapore               | Thái Lan   | 1–3   | Bóng đá nam tại SEA Games 28 | Lê Thanh Bình 89' | [ 19 ]   |
| 13 tháng 6 | Kallang, Singapore              | Myanmar    | 1–2   | Bóng đá nam tại SEA Games 28 | Võ Huy Toàn 71' | [ 20 ]   |
| 15 tháng 6 | Kallang, Singapore              | Indonesia  | 5–0   | Bóng đá nam tại SEA Games 28 | Mạc Hồng Quân 14' (ph.đ.) · Võ Huy Toàn 21', 41' · Nguyễn Hữu Dũng 45+1' · Quế Ngọc Hải 71'                               | [ 21 ]   |
| Việt Nam đoạt huy chương đồng về bộ môn Bóng đá nam tại SEA Games 28                                                                                |                                 |            |       |                              | |          |

### Đội tuyển nam U-21
| Ngày                                                               | Địa điểm                        | Đối thủ           | Tỉ số         | Giải đấu                 | Cầu thủ ghi bàn                                                            | Chi tiết |
| ------------------------------------------------------------------ | ------------------------------- | ----------------- | ------------- | ------------------------ | -------------------------------------------------------------------------- | -------- |
| 22 tháng 11                                                        | Thành phố Hồ Chí Minh, Việt Nam | Thái Lan          | 4–2           | U-21 Báo Thanh niên 2015 | Phạm Văn Thành 6' · Hồ Tuấn Tài 13' · Lâm Ti Pông 48' · Phạm Xuân Mạnh 57' | [ 22 ]   |
| 24 tháng 11                                                        | Thành phố Hồ Chí Minh, Việt Nam | Singapore         | 2–1           | U-21 Báo Thanh niên 2015 | Phạm Xuân Mạnh 5', 33'                                                     | [ 23 ]   |
| 26 tháng 11                                                        | Thành phố Hồ Chí Minh, Việt Nam | Hoàng Anh Gia Lai | 2–2 (11m) 2–3 | U-21 Báo Thanh niên 2015 | Phạm Xuân Mạnh 36' · Lâm Ti Pông 36'                                       | [ 24 ]   |
| 29 tháng 11                                                        | Thành phố Hồ Chí Minh, Việt Nam | Singapore         | 1–1(11m) 5–6  | U-21 Báo Thanh niên 2015 | Lâm Ti Pông 65'                                                            | [ 25 ]   |
| Việt Nam xếp hạng tư Giải bóng đá quốc tế U-21 Báo Thanh niên 2015 |                                 |                   |               |                          |                                                                            |          |

### Đội tuyển nam U-19
| Ngày | Địa điểm        | Đối thủ    | Tỉ số | Giải đấu                | Cầu thủ ghi bàn | Chi tiết |
| --- | --------------- | ---------- | ----- | ----------------------- | --- | -------- |
| 25 tháng 8                                                                                               | Viêng Chăn, Lào | Đông Timor | 2–0   | U-19 Đông Nam Á 2015    | Lâm Thuận 27' · Nguyễn Tiến Linh 89'                                                                                 |          |
| 27 tháng 8                                                                                               | Viêng Chăn, Lào | Malaysia   | 0–0   | U-19 Đông Nam Á 2015    | |          |
| 29 tháng 8                                                                                               | Viêng Chăn, Lào | Singapore  | 6–0   | U-19 Đông Nam Á 2015    | Hà Đức Chinh 18' (ph.đ.) · Hồ Minh Dĩ 32' · Nguyễn Tiến Linh 45+1', 90+2' · Phạm Trọng Hóa 64' · Trương Tiến Anh 79' |          |
| 31 tháng 8                                                                                               | Viêng Chăn, Lào | Myanmar    | 2–0   | U-19 Đông Nam Á 2015    | Trần Duy Khánh 41' · Phạm Trọng Hóa 78'                                                                              |          |
| 2 tháng 9                                                                                                | Viêng Chăn, Lào | Lào        | 4–0   | U-19 Đông Nam Á 2015    | Hồ Minh Dĩ 1' · Hà Đức Chinh 50', 58', 82'                                                                           |          |
| 4 tháng 9                                                                                                | Viêng Chăn, Lào | Thái Lan   | 0–6   | U-19 Đông Nam Á 2015    | |          |
| Việt Nam về nhì Giải vô địch bóng đá U19 Đông Nam Á 2015                                                 |                 |            |       |                         | |          |
| 28 tháng 9                                                                                               | Yangon, Myanmar | Hồng Kông  | 3–1   | V.Loại U-19 châu Á 2016 | Hà Đức Chinh 7', 59' · Nguyễn Tiến Linh 48'                                                                          | [ 26 ]   |
| 2 tháng 10                                                                                               | Yangon, Myanmar | Brunei     | 5–0   | V.Loại U-19 châu Á 2016 | Hồ Minh Dĩ 2', 45+5' · Lâm Thuận 25' · Trần Duy Khánh 34' · Phạm Trọng Hóa 36'                                       | [ 27 ]   |
| 4 tháng 10                                                                                               | Yangon, Myanmar | Đông Timor | 2–1   | V.Loại U-19 châu Á 2016 | Nguyễn Trọng Đại 4' · Nguyễn Quang Hải 17'                                                                           | [ 28 ]   |
| 6 tháng 10                                                                                               | Yangon, Myanmar | Myanmar    | 1–0   | V.Loại U-19 châu Á 2016 | Hà Đức Chinh 14' | [ 29 ]   |
| Việt Nam xếp đầu bảng G tại Vòng loại giải vô địch bóng đá U-19 châu Á 2016 và đoạt vé dự vòng chung kết |                 |            |       |                         | |          |

### Đội tuyển nam U-16
| Ngày | Địa điểm              | Đối thủ    | Tỉ số | Giải đấu                | Cầu thủ ghi bàn | Chi tiết |
| --- | --------------------- | ---------- | ----- | ----------------------- | --- | -------- |
| 27 tháng 7 | Phnôm Pênh, Campuchia | Malaysia   | 0–1   | U-16 Đông Nam Á 2015    | | [ 30 ]   |
| 29 tháng 7 | Phnôm Pênh, Campuchia | Brunei     | 6–1   | U-16 Đông Nam Á 2015    | Trần Văn Đạt 11', 88' · Nguyễn Hồng Sơn 22', 37' · Bùi Anh Đức 56' · Nguyễn Hữu Thắng 90+2' | [ 31 ]   |
| 31 tháng 7 | Phnôm Pênh, Campuchia | Lào        | 2–2   | U-16 Đông Nam Á 2015    | Nguyễn Khắc Khiêm 22', 45' |          |
| 2 tháng 8 | Phnôm Pênh, Campuchia | Thái Lan   | 0–2   | U-16 Đông Nam Á 2015    | | [ 32 ]   |
| 4 tháng 8 | Phnôm Pênh, Campuchia | Đông Timor | 2–2   | U-16 Đông Nam Á 2015    | Lê Ngọc Thái 49' · Trần Văn Đạt 89' | [ 33 ]   |
| Việt Nam xếp hạng tư bảng A và dừng chân ở vòng loại Giải vô địch bóng đá U16 Đông Nam Á 2015                                                       |                       |            |       |                         | |          |
| 16 tháng 9 | Hà Nội, Việt Nam      | Myanmar    | 5-1   | V.Loại U-16 châu Á 2016 | Trần Văn Đạt 25', 68', 76' · Nguyễn Khắc Khiêm 29' · Nguyễn Huỳnh Sang 33' | [ 34 ]   |
| 18 tháng 9 | Hà Nội, Việt Nam      | Guam       | 18–0  | V.Loại U-16 châu Á 2016 | Trần Duy Khiêm 1', 78', 83' · Bùi Anh Đức 8', 30', 32', 38' · Mạch Ngọc Hà 11', 35', 49' · Nguyễn Khắc Khiêm 29' · Nguyễn Hữu Thắng 54' · Uông Ngọc Tiến 63' (ph.đ) · Trần Văn Đạt 67' (ph.đ), 80' · Nguyễn Trọng Long 70' · Vũ Đình Hải 81', 85' | [ 35 ]   |
| 20 tháng 9 | Hà Nội, Việt Nam      | Úc         | 0–1   | V.Loại U-16 châu Á 2016 | | [ 36 ]   |
| Việt Nam xếp thứ nhì tại bảng J Vòng loại giải vô địch U-16 châu Á 2016 và là một trong 5 đội nhì tốt nhất đoạt vé dự Giải vô địch U-16 châu Á 2016 |                       |            |       |                         | |          |

### Đội tuyển nam Futsal
| Ngày | Địa điểm           | Đối thủ     | Tỉ số | Giải đấu                                       | Cầu thủ ghi bàn | Chi tiết |
| --- | ------------------ | ----------- | ----- | ---------------------------------------------- | --- | -------- |
| 8 tháng 10 | Băng Cốc, Thái Lan | Lào         | 13–1  | Giải vô địch bóng đá trong nhà Đông Nam Á 2015 | Lê Quốc Nam 3' · Mai Thành Đạt 8', 32' · Trần Long Vũ 9', 38' · Nguyễn Minh Trí 11' · Nguyễn Bảo Quân 11' · Ngô Ngọc Sơn 14' · Danh Phát 19' · Trần Văn Vũ 23' · Dương Anh Tùng 38'                                                                                           | [ 37 ]   |
| 10 tháng 10 | Băng Cốc, Thái Lan | Myanmar     | 2–1   | Giải vô địch bóng đá trong nhà Đông Nam Á 2015 | Trần Văn Vũ 9', 28' | [ 38 ]   |
| 11 tháng 10 | Băng Cốc, Thái Lan | Philippines | 19–1  | Giải vô địch bóng đá trong nhà Đông Nam Á 2015 | Phạm Đức Hoà 7', 17', 25' · Dương Anh Tùng 11' · Lê Quốc Nam 21', 27' · Nguyễn Minh Trí 21', 31' · Nguyễn Bảo Quân 21', 31', 32' · Yuhico 23' (lưới nhà) · Ngô Ngọc Sơn 27' · Vũ Xuân Du 28', 30' · Trần Văn Vũ 34' · Trần Long Vũ 36' · Phùng Trọng Luân 36' · Danh Phát 40' | [ 39 ]   |
| 12 tháng 10 | Băng Cốc, Thái Lan | Úc          | 5–6   | Giải vô địch bóng đá trong nhà Đông Nam Á 2015 | Lê Quốc Nam 14' · Nguyễn Minh Trí 17' · Trần Văn Vũ 22' · Ngô Ngọc Sơn 27' · Dương Anh Tùng 28' | [ 40 ]   |
| 14 tháng 10 | Băng Cốc, Thái Lan | Thái Lan    | 0–6   | Giải vô địch bóng đá trong nhà Đông Nam Á 2015 | | [ 41 ]   |
| 16 tháng 10 | Băng Cốc, Thái Lan | Malaysia    | 5–6   | Giải vô địch bóng đá trong nhà Đông Nam Á 2015 | Dương Anh Tùng 4' · Vũ Xuân Du 11' · Trần Văn Vũ 13' · Lê Quốc Nam 21' · Ngô Ngọc Sơn 30' | [ 42 ]   |
| Việt Nam xếp hạng tư tại Giải vô địch bóng đá trong nhà Đông Nam Á 2015 và đạt vé dự Vòng chung kết giải Futsal châu Á 2016 |                    |             |       |                                                | |          |

### Đội tuyển nam Bãi biển
| Ngày             | Địa điểm              | Đối thủ    | Tỉ số                | Giải đấu                  | Cầu thủ ghi bàn                                         | Chi tiết |
| ---------------- | --------------------- | ---------- | -------------------- | ------------------------- | ------------------------------------------------------- | -------- |
| 23 tháng 3 16h15 | Bãi biển Katara, Doha | Trung Quốc | 5–5 (s.h.p.) 2–3 (p) | B.đá bãi biển châu Á 2015 | Bùi Trần Tuấn Anh 3', 4' (ph.đ.), 11', 23', 26' (ph.đ.) |          |
| 24 tháng 3 17h30 | Bãi biển Katara, Doha | Nhật Bản   | 2–3                  | B.đá bãi biển châu Á 2015 | Lê Ngọc Phước 27' · Trần Vĩnh Phong 30'                 |          |
| 25 tháng 3 13h45 | Bãi biển Katara, Doha | Kuwait     | 4–6                  | B.đá bãi biển châu Á 2015 | Trần Vĩnh Phong 9' · Bùi Trần Tuấn Anh 16', 17', 35'    |          |

## Nữ

### Đội tuyển nữ quốc gia
| Ngày | Địa điểm                        | Đối thủ           | Tỉ số        | Giải đấu                                                                | Cầu thủ ghi bàn                                                                                             | Chi tiết |
| --- | ------------------------------- | ----------------- | ------------ | ----------------------------------------------------------------------- | --- | -------- |
| 2 tháng 5 | Thành phố Hồ Chí Minh, Việt Nam | Myanmar           | 3–2          | Giải vô địch bóng đá nữ Đông Nam Á 2015                                 | Huỳnh Như 6', 84' · Nguyễn Thị Minh Nguyệt 30'                                                              |          |
| 4 tháng 5 | Thành phố Hồ Chí Minh, Việt Nam | Malaysia          | 7–0          | Giải vô địch bóng đá nữ Đông Nam Á 2015                                 | Huỳnh Như 1', 62' · Trần Thị Hồng Nhung 47' · Nguyễn Thị Nguyệt 59' · Nguyễn Thị Tuyết Dung 78', 82', 90+1' | [ 43 ]   |
| 6 tháng 5 | Thành phố Hồ Chí Minh, Việt Nam | Philippines       | 4–0          | Giải vô địch bóng đá nữ Đông Nam Á 2015                                 | Nguyễn Thị Minh Nguyệt 3', 27', 37' (ph.đ.) · Trần Thị Thùy Trang 10'                                       | [ 44 ]   |
| 8 tháng 5 | Thành phố Hồ Chí Minh, Việt Nam | Thái Lan          | 1–2 (s.h.p.) | Giải vô địch bóng đá nữ Đông Nam Á 2015                                 | Nguyễn Thị Liễu 30'                                                                                         | [ 45 ]   |
| 10 tháng 5 | Thành phố Hồ Chí Minh, Việt Nam | U19 Úc            | 3–4          | Giải vô địch bóng đá nữ Đông Nam Á 2015                                 | Nguyễn Thị Minh Nguyệt 10' (ph.đ.), 31' · Nguyễn Thị Tuyết Dung 84'                                         | [ 46 ]   |
| Việt Nam xếp hạng tư tại Giải vô địch bóng đá nữ Đông Nam Á 2015                                                                   |                                 |                   |              |                                                                         | |          |
| 19 tháng 5 | Sydney, Úc                      | Úc                | 0–4          | Giao hữu                                                                | |          |
| 21 tháng 5 | Sydney, Úc                      | Úc                | 0–11         | Giao hữu                                                                | |          |
| 1 tháng 8 | Hà Nội, Việt Nam                | Đài Bắc Trung Hoa | 3–2          | Giao hữu                                                                | Nguyễn Thị Hòa 14', 66' · Nguyễn Thị Minh Nguyệt 82'                                                        |          |
| 4 tháng 8 | Phủ Lý, Việt Nam                | Đài Bắc Trung Hoa | 0–0          | Giao hữu                                                                | |          |
| 14 tháng 9 | Mandalay, Myanmar               | Đài Bắc Trung Hoa | 0–1          | Vòng loại giải đấu bóng đá nữ Thế vận hội Mùa hè khu vực châu Á 2015-16 | | [ 47 ]   |
| 18 tháng 9 | Mandalay, Myanmar               | Myanmar           | 4–2          | Vòng loại giải đấu bóng đá nữ Thế vận hội Mùa hè khu vực châu Á 2015-16 | Huỳnh Như 16', 74' · Nguyễn Thị Minh Nguyệt 22', 45+1' (ph.đ)                                               | [ 48 ]   |
| 20 tháng 9 | Mandalay, Myanmar               | Jordan            | 2–1          | Vòng loại giải đấu bóng đá nữ Thế vận hội Mùa hè khu vực châu Á 2015-16 | Nguyễn Thị Minh Nguyệt 18' (ph.đ), 45+1'                                                                    | [ 49 ]   |
| 22 tháng 9 | Mandalay, Myanmar               | Thái Lan          | 2–0          | Vòng loại giải đấu bóng đá nữ Thế vận hội Mùa hè khu vực châu Á 2015-16 | Nguyễn Thị Minh Nguyệt 39', 83'                                                                             | [ 50 ]   |
| Việt Nam xếp đầu bảng ở vòng 2 Vòng loại môn bóng đá nữ Thế vận hội Mùa hè khu vực châu Á 2016 và giành 1 suất đi tiếp vào Vòng 3. |                                 |                   |              |                                                                         | |          |

### Đội tuyển nữ U-19
| Ngày | Địa điểm | Đối thủ | Tỉ số | Giải đấu | Cầu thủ ghi bàn | Chi tiết |
| ---- | -------- | ------- | ----- | -------- | --------------- | -------- |
|      | TBA      |         |       |          |                 |          |

### Đội tuyển nữ U-16
| Ngày | Địa điểm | Đối thủ | Tỉ số | Giải đấu | Cầu thủ ghi bàn | Chi tiết |
| ---- | -------- | ------- | ----- | -------- | --------------- | -------- |
|      | TBA      |         |       |          |                 |          |

### Đội tuyển nữ U-14
| Ngày                                                                   | Địa điểm         | Đối thủ     | Tỉ số                | Giải đấu                                           | Cầu thủ ghi bàn                                                                                          | Chi tiết |
| ---------------------------------------------------------------------- | ---------------- | ----------- | -------------------- | -------------------------------------------------- | --- | -------- |
| 23 tháng 6                                                             | Hà Nội, Việt Nam | Philippines | 3–0                  | Giải vô địch bóng đá nữ U–14 châu Á 2015 (Bảng B)  | Trần Thị Hải Linh 28' · Nguyễn Thị Hằng 70', 70+1'                                                       |          |
| 24 tháng 6                                                             | Hà Nội, Việt Nam | Malaysia    | 5–3                  | Giải vô địch bóng đá nữ U–14 châu Á 2015 (Bảng B)  | Nguyễn Thị Thu Hương 2' · Nguyễn Thị Thu Hiền 15', 23', 35' · Ngân Thị Vạn Sự 20'                        |          |
| 25 tháng 6                                                             | Hà Nội, Việt Nam | Singapore   | 6–1                  | Giải vô địch bóng đá nữ U–14 châu Á 2015 (Bảng B)  | Nguyễn Thị Thu Hiền 6', 18' · Hà Thị Ngọc Uyên 11', 26' · Ngân Thị Vạn Sự 19' · Nguyễn Thị Thu Hương 24' |          |
| 27 tháng 6                                                             | Hà Nội, Việt Nam | Myanmar     | 1–1 (s.h.p.) 6–5 (p) | Bán kết Giải vô địch bóng đá nữ U–14 châu Á 2015   | Ngân Thị Vạn Sự 35'                                                                                      |          |
| 28 tháng 6                                                             | Hà Nội, Việt Nam | Thái Lan    | 2–1                  | Chung kết Giải vô địch bóng đá nữ U–14 châu Á 2015 | Nguyễn Thị Thu Hương 58' · Ngân Thị Vạn Sự 68'                                                           |          |
| Việt Nam vô địch đầu tiên tại Giải vô địch bóng đá nữ U-14 châu Á 2015 |                  |             |                      |                                                    | |          |

### Đội tuyển nữ Futsal
| Ngày                                                                                               | Địa điểm        | Đối thủ    | Tỉ số | Giải đấu                                      | Cầu thủ ghi bàn                           | Chi tiết |
| -------------------------------------------------------------------------------------------------- | --------------- | ---------- | ----- | --------------------------------------------- | ----------------------------------------- | -------- |
| 21 tháng 9                                                                                         | Nilai, Malaysia | Nhật Bản   | 2–4   | Giải vô địch bóng đá trong nhà nữ châu Á 2015 | Nguyễn Thị Châu 34', 39'                  | [ 51 ]   |
| 22 tháng 9                                                                                         | Nilai, Malaysia | Trung Quốc | 2–3   | Giải vô địch bóng đá trong nhà nữ châu Á 2015 | Phạm Thị Tươi 16' · Nguyễn Thị Mỹ Anh 21' | [ 52 ]   |
| 23 tháng 9                                                                                         | Nilai, Malaysia | Thái Lan   | 1–2   | Giải vô địch bóng đá trong nhà nữ châu Á 2015 | Phạm Thị Tươi 2'                          | [ 53 ]   |
| Việt Nam xếp hạng tư bảng B và dừng chân ở vòng bảng Giải vô địch bóng đá trong nhà nữ châu Á 2015 |                 |            |       |                                               |                                           |          |